# Verwaltungsgemeinschaft Dornburg-Camburg
In der Verwaltungsgemeinschaft Dornburg-Camburg aus dem thüringischen Saale-Holzland-Kreis haben sich die Stadt Dornburg-Camburg und zwölf Gemeinden zur Erledigung ihrer Verwaltungsgeschäfte zusammengeschlossen. Sitz der Verwaltungsgemeinschaft ist in Camburg, einem Ortsteil der Stadt Dornburg-Camburg.

## Die Gemeinden
- Dornburg-Camburg, Stadt, mit den Ortsteilen Camburg[2], Dornburg[3], Dorndorf-Steudnitz[3], Döbritschen, Stöben, Tümpling, Schinditz, Zöthen, Posewitz, Wonnitz, Döbrichau, Wilsdorf und Hirschroda
- Frauenprießnitz[2] mit den Ortsteilen Rodameuschel, Kleinprießnitz und Schleuskau
- Golmsdorf[3] mit den Ortsteilen Beutnitz und Naura
- Großlöbichau[3] mit dem Ortsteil Kleinlöbichau
- Hainichen[3] mit dem Ortsteil Stiebritz
- Jenalöbnitz[3]
- Lehesten[3] mit den Ortsteilen Rödigen, Altengönna und Nerkewitz
- Löberschütz[3]
- Neuengönna[3] mit dem Ortsteil Porstendorf
- Tautenburg[2]
- Wichmar[2]
- Thierschneck[2]
- Zimmern[3]

## Geschichte
Die Verwaltungsgemeinschaft wurde mit der Thüringer Verordnung über die Bildung der Verwaltungsgemeinschaft „Dornburg-Camburg“ vom 13. Januar 2005 zum 1. Februar des gleichen Jahres gebildet. In ihr ging die bis dahin bestehende Verwaltungsgemeinschaft Dornburg sowie das Gebiet der von der Stadt Camburg als erfüllende Gemeinde betreuten Orte auf. Die Stadt Dornburg/Saale und die Gemeinde Dorndorf-Steudnitz wurden zum 1. Dezember 2008 in die Stadt Camburg eingegliedert, die daraufhin in Dornburg-Camburg umbenannt wurde.